# يوروكلير

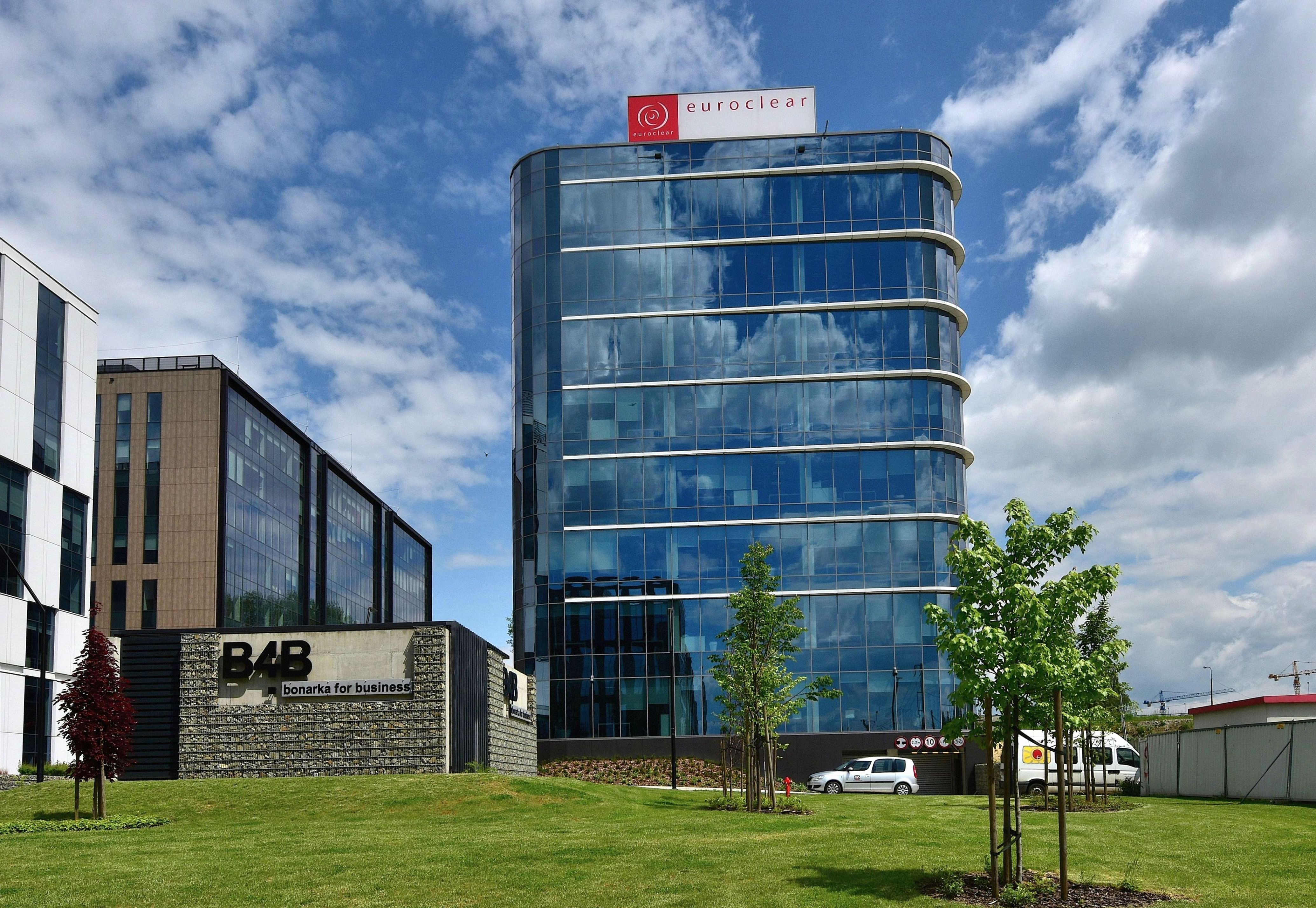
مقر بنك يوروكلير في كراكوف ، بولندا

يورو كلير هي شركة خدمات مالية مقرها في بلجيكا وتتخصص في تسوية معاملات الأوراق المالية وكذلك حفظ الأوراق المالية وخدمة الأصول لهذه الأوراق المالية. تأسست في عام 1968 كجزء من JP Morgan &amp; Co. لتسوية التداولات في سوق سندات اليورو النامية آنذاك.

## نشاط
تقوم يوروكلير بتسوية معاملات الأوراق المالية المحلية والدولية، والتي تغطي السندات والأسهم والمشتقات وصناديق الاستثمار. توفر يوروكلير خدمات الأوراق المالية للمؤسسات المالية الموجودة في أكثر من 90 دولة.
بالإضافة إلى دورها كوديعة دولية للأوراق المالية المركزية (I C S D) ، تعمل يورو كلير أيضًا كوديعة الأوراق المالية المركزية (C S D) للأوراق المالية البلجيكية والهولندية والفنلندية والفرنسية والأيرلندية والسويدية والمملكة المتحدة. تمتلك يوروكلير أيضًا E M X C o ، المزود الرائد في المملكة المتحدة لتوجيه طلبات صناديق الاستثمار. يوروكلير هي أكبر جهة إيداع دولية للأوراق المالية المركزية في العالم.
يستطيع مستثمرو التجزئة الحصول على حسابات مباشرة في C S D s المحلية، وفقًا للقوانين والقواعد والإجراءات المحلية.

## التاريخ
تم تشغيل نظام E u r o c l e a r من قبل الفرع البلجيكي لشركة Morgan Guaranty Trust Company منذ تأسيسه في ديسمبر 1968 وحتى بداية عام 2001 ، عندما قاموا بنقل السيطرة إلى بنك E u r o c l e a r. كانت شركة Kidder Peabody أول شركة تجارية كبرى تخبر السوق بأنها ستتعامل فقط مع الشركات التي تمت تصفيتها من خلال E u r o c l e a r. أثار إنشاء يوركلير رد فعل في لوكسمبورغ بين الشركات التي كانت منافسة مع مورغان، والتي تخشى أن تستخدم مورغان بيانات التسوية لصالحها التجارية. أدى ذلك إلى إطلاق منافس، C e d e l ، في سبتمبر 1970.

### عمليات الاستحواذ (2001-2010)
حصلت يوروكلير على S i c o v a m ( إيداع الأوراق المالية المركزية الفرنسية أو C S D) في عام 2001 ، N e c i g e f (Nederlands C e n t r a a l Ins t i t u u t v o or G i r a a l E f f e c t e n v e r k e e r) ، الهولندية و C R E S T C o Ltd ، C S D للأوراق المالية البريطانية والأيرلندية باستخدام تطبيق CREST في 2002 حصلت على C a i s s e I n t e r p r o f e s s i o n n e l l e d e D e p o t s e t d e V i r e m e n t s d e Titres (C I K) ، لجنة التنمية المستدامة البلجيكية، في عام 2007. تمت إعادة تسمية C S D s المحلية باسم يوروكلير France و يوروكلير Netherlands و يوروكلير UK & Ireland و يوروكلير Belgium على التوالي.
كما حصلت يوروكلير على حصة 20 ٪ في رأس مال L C H. Cl e a r n e t ، الكيان البريطاني / البريطاني المسؤول عن تطهير E u r o n e x t ، London Stock Exchange ومعاملات البورصة الأخرى. تم الحصول على C S D s في فنلندا (S u o men A r v o p a p e r i k e s k u s O y (A P K)) والسويد (V P C AB) ، التي تعمل الآن باسم يوروكلير Finland و يوروكلير Sweden ، على التوالي، بواسطة يوروكلير في أكتوبر 2008.
في أكتوبر 2012 ، منحت يوروكلير حق الوصول إلى المستودع الوطني للتسوية في روسيا ، مما يسهل على الدول الأخرى المرتبطة بنظام يوروكلير للتجارة مع روسيا، وجعل سوق رأس المال الروسي مدمجًا في أسواق لندن ونيويورك. 3 سنوات، تحاكي روسيا نظام يوروكلير لإنشاء نظام تبادل مع الصين.
في مايو 2013 ، عرضت يوروكلير ومؤسسة الإيداع والتخليص في الإيداع الأمريكية الوصول إلى المخزون الهائل من الضمانات الخاصة بكل منهما. في حين أن العرض الأولي يوفر نقلًا تلقائيًا في اتجاهين للضمانات والاحتفاظ بها، فإن الغرض منه هو التطور كمجموعة واحدة من المستودعات.
في أبريل 2014 ، ربطت يوروكلير نظامها بـ Central L a t i n o a m e r i c a n a d e V a l o r e s لفتح بنما أمام المستثمرين الدوليين، وبالتالي خلق مجموعة واحدة من السيولة.
في فبراير 2015 ، فتحت المكسيك سندات الشركات على منصة تداول يوروكلير، على أمل أن تسهل وتزيد من جمع الأموال لبرامجها الإنمائية.
في مارس 2016 ، ربط البنك المركزي الفرنسي مع يوروكليرلإقراض الأوراق المالية،  ومع البورصة المكسيكية لربط سوق صناديق الاستثمار المكسيكية مع شركة التجارة البلجيكية.

## السيطرة الدولية

### الأرجنتين
في 25 مارس 2015 ، أمر قاضي نيويورك توماس جريسا يوروكلير بالتوقف عن معالجة مدفوعات سندات الديون الأرجنتينية. وتأتي هذه الأوامر القضائية بعد النزاع الذي دام عقدًا في الأرجنتين مع دائنيها. في اليوم التالي، تم إغلاق جسر التداول بين يوروكليرو C l e a r s t r e a m على تلك السندات الأرجنتينية حتى إشعار آخر. وكان القصد من هذا الأمر الزجري هو إجبار الأرجنتين على الدفع الكامل لدائنيها من أجل استعادة إمكانية الوصول إلى برنامج بيع السندات.

### اليونان
في أبريل 2012 ، شاركت يوركلير في إعادة هيكلة الديون اليونانية عن طريق مبادلة 41 مليار يورو من السندات اليونانية، والتي تمثل حوالي ثلث الديون اليونانية المملوكة للأجانب.

## الحكم
في عام 2005 ، تم إنشاء شركة قابضة بلجيكية جديدة، يوروكلير SA / NV ، كمالك لجميع التقنيات والخدمات المشتركة المقدمة لكل من يوروكلير C S D s و I C S D.
في يناير 2010 ، أصبح تيم هاويل الرئيس التنفيذي لشركة يوروكلير، ليحل محل Pierre F r a n c o t t e الذي استمرت مدة خدمته 10 سنوات. في 1 يناير 2017 ، تم تعيين L i e v e M o s t r e y رسمياً كمدير تنفيذي لشركة يوروكلير، ليحل محل تيم هويل.
في عام 2015 ، أبلغت يوروكلير عن 27.5 تريليون يورو من أصول عملاء S a f e k e p t ، و 674.7 تريليون يورو من الأصول المتداولة سنويًا.
يتم تنظيم كل من C S D s يوروكلير من قبل السلطات المختصة داخل بلدانهم الأصلية. تأسست يوروكلير SA / NV في بلجيكا، وتخضع لإشراف هيئة الخدمات والأسواق المالية في بلجيكا (F S M A). البنك الوطني البلجيكي (N B B) لديه أيضا الرقابة. تم اعتماد يوروكلير p l c كشركة خدمات من قبل سلطة السلوك المالي في المملكة المتحدة .

### الصفحات ذات الصلة
- ريا على سوق المقاصة والتسوية
- كليرستريم

### روابط خارجية
- بوابة Euroclear
- مشروع T2S للنظام الأوروبي